# Maurice Asselin

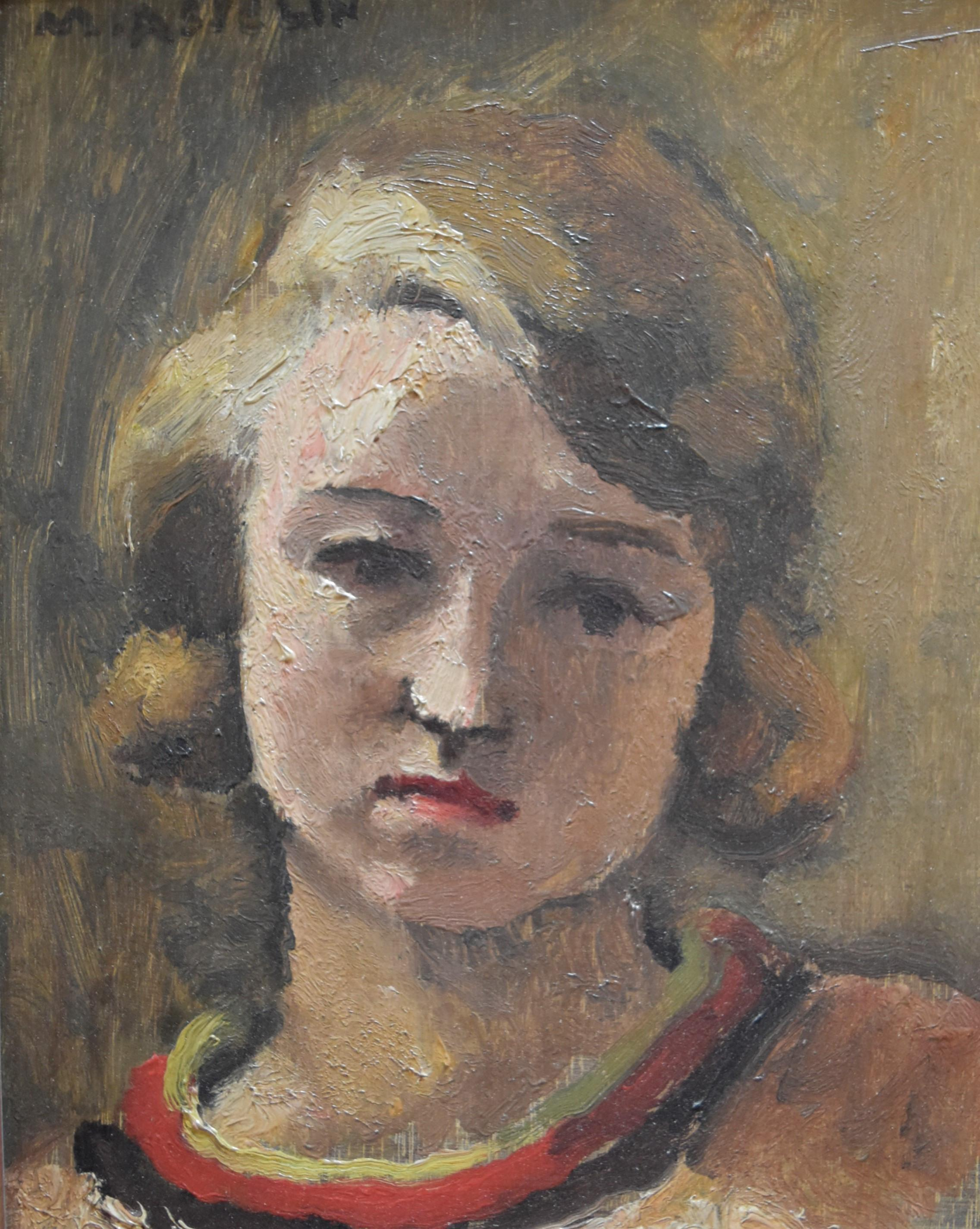
Frauenporträt

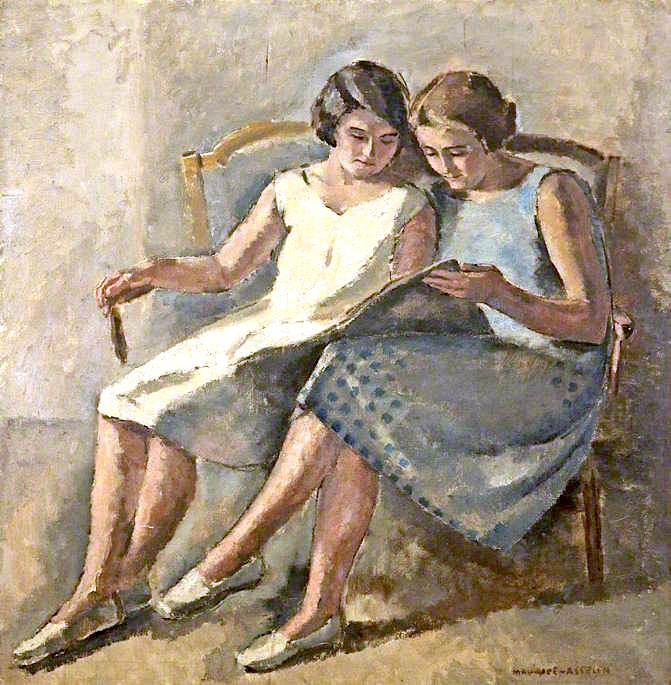
Zwei lesende Mädchen

Maurice Asselin (* 24. Juni 1882 in Orléans; † 27. September 1947 in Neuilly-sur-Seine) war ein französischer Landschafts-, Stillleben- und Aktmaler sowie Radierer, Lithograf und Aquarellist.

## Leben
Asselin wurde als Sohn eines Kutschers und einer Tabakhändlerin geboren. Seine Familie zog 1911 nach Paris und 1925 nach Neuilly-sur-Seine.
Nach dem Abitur an der Sainte-Croix-Schule, arbeitete er im Textilhandel. Damals zeichnete er Stadtansichten als Autodidakt.
Er begann das Studium der Malerei an der Hochschule für Bildende Künste in Paris bei Fernand Cormon, stand aber unter dem Einfluss von Paul Cézanne und die Impressionisten im Musée du Luxemburg und dem Louvre.
Er erkrankte an Tuberkulose und kam ins Sanatorium. Maurice Asselin besuchte die Bretagne 1905, 1906 und 1907, wo er im Dorf Moëlan-sur-Mer wohnte und den Maler Jacques Vaillant kennenlernte.
Er nahm in Pariser Salon des Indépendents 1906 und Salon d’Automne 1907 teil, 1910 wurde er Mitglied der Jury im Herbstsalon.
Von Mai bis Oktober 1908 unternahm er eine Fahrradtour von Rom nach Florenz, Assisi und Siena. Er besuchte nochmals Italien 1910, reiste von Genua nach Neapel, verbrachte den Sommer in Anticoli Corrado unweit von Rom, wo er ein Atelier einrichtete.
1910 befreundete sich Asselin in Moëlan-sur-Mer mit dem Schriftsteller Pierre Mac Orlan, der ihn und seine Malerfreunde Ricardo Flores, Émile Jourdan und Jacques Vaillant beschrieb.
Dem fröhlichen Leben der Künstler bereitete der Ausbruch des Ersten Weltkriegs ein Ende.
Asselin kam 1912 zum ersten Mal nach London mit seiner individuellen Ausstellung, die im Februar 1913 stattfand. Er wohnte bei dem in Deutschland geborenen Maler Walter Sickert. Asselin kam erst nach dem Krieg nach Frankreich zurück. Am 17. September 1919 heiratete er Frau Paton. Das Ehepaar bekam drei Söhne: Bernard im Jahr 1922, Jean im Jahr 1923 und Georges im Jahr 1925.
Er besuchte in den 1920er Jahren erneut Großbritannien. Im Jahr 1925 unternahm er gemeinsam mit dem Maler André Fraye eine Studienreise entlang der Mittelmeerküste durch Marseille, Sainte-Maxime, Saint-Tropez, Le Luc, Avignon und Orange.
Maurice Asselin verließ Montmartre und zog nach Neuilly-sur-Seine, wo er eine Residenz mit Atelier nach dem Entwurf des Architekten Pierre Patout errichtete.
Maurice Asselin reiste mit seiner Ehefrau Paton 1927 wieder in den Süden und in den 1930er Jahren in die Bretagne.
Nach dem Ausbruch des Zweiten Weltkrieges flüchtete Asselin mit seiner Familie nach Chalonnes-sur-Loire im Westen Frankreichs, wo er bis zum Waffenstillstand von 1940 blieb.
Im Jahr 1945 reiste er zum letzten Mal nach Großbritannien. Er kam 1947 in das Saint-Antoine Krankenhaus und starb fünf Tage nach einem chirurgischen Eingriff.

## Illustrierte Werke (Auswahl)
- Francis Carco, Rien qu’une femme, 13 Radierungen von Maurice Asselin, Paris, Éditions Georges Crès, 1923.
- Jules Romains, Mort de quelqu’un, 24 Radierungen von Maurice Asselin, Paris, Éditions Georges Crès, 1927.
- Tristan Corbière, La Rapsode foraine et le Pardon de Sainte-Anne, Lithographien von Maurice Asselin, Paris, Éditions Georges Crès, 1929.
- Maurice Asselin (Vorwort von Gaston Diehl), dix estampes originales, Paris, Éditions Rombaldi, 1946.